# Bunkerhill
Bunkerhill, auch Bunkershill, ist eine Villa in der schottischen Stadt North Berwick in der Council Area East Lothian. 1971 wurde das Gebäude in die schottischen Denkmallisten in der höchsten Kategorie A aufgenommen.

## Beschreibung
Bunkerhill wurde im Jahre 1904 für Robert Craig erbaut. Neben Carlekemp und Westerdunes ist es eine von drei Villen aus dieser Zeit an der Abbotsford Road am Westrand von North Berwick, wobei Robert Craigs Bruder James Bauherr von Carlekemp war. Für den Entwurf zeichnet der schottische Architekt Robert Lorimer verantwortlich. Wie auch bei Carlekemp war ursprünglich möglicherweise John Kinross für die Planung vorgesehen und man entschied sich erst später für Lorimer.
Die Villa ist asymmetrisch aufgebaut. Das Mauerwerk von Bunkerhill besteht aus Bruchstein vom Sandstein, wobei Details mit Quadersteinen abgesetzt sind. An der nordexponierten Frontseite führt eine Rundbogenöffnung zu dem tieferliegenden Eingangsportal. Die Fenster sind meist zu Zwillings- oder Drillingsfenstern mit steinernen Mittelpfosten gruppiert. An der straßenseitigen Nordfassade treten zwei Ausluchten, eine einstöckige und eine sich über beide Geschosse erstreckende, hervor. Die unregelmäßige Fassade ist mit drei Kreuzgiebeln gestaltet. Teilweise verbirgt eine Zinnenbewehrung das dahinterliegende Satteldach. Dieses ist mit Schiefer eingedeckt. Die Seitenfassaden sind teils mit Details der Arts-and-Crafts-Bewegung gestaltet.